# JR貨物UT4F形コンテナ
UT4F形コンテナ（UT4Fがたコンテナ）は、日本貨物鉄道（JR貨物）輸送用として籍を編入している20ft形の私有コンテナ（タンクコンテナ）である。
形式の数字部位 「 4 」は、コンテナの容積を元に決定される。このコンテナ容積4㎥の算出は、厳密には端数四捨五入計算の為に、内容積3.5 - 4.4㎥の間に属するコンテナが対象となる。また形式末尾のアルファベット一桁部位 「 F 」は、コンテナの使用用途（主たる目的）があらかじめ届け出ている複数種類の積荷であれば、輸送人の裁量で届け出ている範囲内で自由に積荷を選べる 「 危険品の輸送 」を表す記号として、付与されている。

## 番台毎の概要【番号系列】
1, 2
山九所有。DMI専用。 タンク本体は通常の円筒形とは異なり、楕円形断面の平たい容姿をしている。東急車輛製造大阪工場（現在は和歌山へ移転、閉鎖）製造。